# Chanelle Scheepers
Chanelle Scheepers (ur. 13 marca 1984 w Pretorii) – południowoafrykańska tenisistka, reprezentantka kraju w Fed Cup.

## Życie prywatne
10 listopada 2012 roku Scheepers poślubiła swojego wieloletniego trenera Rogera Andersona.

## Kariera tenisowa
W karierze przez długi czas nie wygrała turnieju z cyklu WTA Tour, jednak wygrała wiele turniejów w cyklu ITF. Było to 12 turniejów w grze pojedynczej oraz 20 turniejów w grze podwójnej. Pierwszy triumf w zawodach cyklu WTA Tour odniosła w Kantonie (2011). W finale pokonała Magdalénę Rybárikovą 6:2, 6:2. W deblu zwyciężyła w jednym turnieju WTA Tour – Strasburgu (2013), kiedy razem z Kimiko Date wygrały z parą Cara Black–Marina Erakovic wynikiem 6:4, 3:6, 14–12. Prócz tego osiągnęła jeden finał w grze pojedynczej – Båstad (2014) oraz cztery finały w grze podwójnej – w Osace (2009), Waszyngtonie (2012) oraz Rio de Janeiro (2014) i Bogocie (2014).
W latach 2002–2005 i 2015 reprezentowała RPA w Fed Cup osiągając bilans 17 zwycięstw i 6 porażek.
W rankingu WTA Tour gry pojedynczej klasyfikowana była najwyżej na 37. pozycji (10 października 2011), a w rankingu deblowym zajmowała 42. miejsce (14 kwietnia 2014).
W 2015 roku zakończyła karierę sportową.

## Finały turniejów WTA
| Legenda                     | Legenda |
| --------------------------- | ------- |
| Wielki Szlem                |         |
| Igrzyska olimpijskie        |         |
| WTA Tour Championships      |         |
| 2009 – 2020                 |         |
| WTA Premier Mandatory       |         |
| WTA Premier 5               |         |
| WTA Premier                 |         |
| WTA International Series    |         |
| WTA 125K series (2012–2020) |         |

### Gra pojedyncza 2 (1–1)
| Końcowy wynik | Nr | Data             | Turniej | Nawierzchnia | Przeciwniczka        | Wynik finału |
| ------------- | -- | ---------------- | ------- | ------------ | -------------------- | ------------ |
| Zwyciężczyni  | 1. | 24 września 2011 | Kanton  | Twarda       | Magdaléna Rybáriková | 6:2, 6:2     |
| Finalistka    | 1. | 20 lipca 2014    | Båstad  | Ceglana      | Mona Barthel         | 3:6, 6:7(3)  |

### Gra podwójna 5 (1–4)
| Końcowy wynik | Nr | Data                 | Turniej        | Nawierzchnia | Partnerka       | Przeciwniczki                     | Wynik finału    |
| ------------- | -- | -------------------- | -------------- | ------------ | --------------- | --------------------------------- | --------------- |
| Finalistka    | 1. | 18 października 2009 | Osaka          | Twarda       | Abigail Spears  | Chuang Chia-jung Lisa Raymond     | 2:6, 4:6        |
| Finalistka    | 2. | 3 sierpnia 2012      | Waszyngton     | Twarda       | Irina Falconi   | Shūko Aoyama Chang Kai-chen       | 5:7, 2:6        |
| Zwyciężczyni  | 1. | 25 maja 2013         | Strasburg      | Ceglana      | Kimiko Date     | Cara Black Marina Erakovic        | 6:4, 3:6, 14–12 |
| Finalistka    | 3. | 22 lutego 2014       | Rio de Janeiro | Ceglana      | Johanna Larsson | Irina-Camelia Begu María Irigoyen | 2:6, 0:6        |
| Finalistka    | 4. | 13 kwietnia 2014     | Bogota         | Ceglana      | Vania King      | Lara Arruabarrena Caroline Garcia | 6:7(5), 4:6     |

## Wygrane turnieje rangi ITF
| turnieje z pulą nagród 100 000 $ |
| turnieje z pulą nagród 75 000 $  |
| turnieje z pulą nagród 50 000 $  |
| turnieje z pulą nagród 25 000 $  |
| turnieje z pulą nagród 15 000 $  |
| turnieje z pulą nagród 10 000 $  |

### Gra pojedyncza
|     | Data       | Turniej           | Kat. | ($)    | Naw.   | Finalistka         | Wynik         |
| 1.  | 03/06/2001 | Durban            | ITF  | 10 000 | twarda | Lara van Rooyen    | 7:5, 6:2      |
| 2.  | 10/06/2001 | Durban            | ITF  | 10 000 | twarda | Lara van Rooyen    | 4:6, 6:, 7:6  |
| 3.  | 29/07/2001 | Evansville        | ITF  | 10 000 | twarda | Kristen Schlukebir | 6:1, 6:3      |
| 4.  | 20/10/2002 | Mackay            | ITF  | 25 000 | twarda | Amanda Grahame     | 7:6, 7:5      |
| 5.  | 28/02/2004 | Benin             | ITF  | 10 000 | twarda | Meghha Vakaria     | 6:1, 6:3      |
| 6.  | 07/03/2004 | Benin             | ITF  | 10 000 | twarda | Susanne Aigner     | 6:1, 4:6, 6:4 |
| 7.  | 28/10/2004 | Pretoria          | ITF  | 10 000 | twarda | Lizaan du Plessis  | 6:1, 6:3      |
| 8.  | 05/12/2004 | Pretoria          | ITF  | 10 000 | twarda | Karoline Borgersen | 6:1, 6:3      |
| 9.  | 17/06/2007 | Allentown         | ITF  | 25 000 | twarda | Angela Haynes      | 6:3, 2:6, 6:1 |
| 10. | 23/12/2007 | Lagos             | ITF  | 25 000 | twarda | Zuzana Kučová      | 6:2, 6:0      |
| 11. | 22/03/2009 | Irapuato          | ITF  | 25 000 | twarda | Natalia Ryżonkowa  | 6:1, 7:5      |
| 12. | 21/03/2010 | Fort Walton Beach | ITF  | 25 000 | twarda | Sophie Ferguson    | 7:5, 7:5      |